# Basto (Cabeceiras de Basto)
Basto,  também denominada "Santa Senhorinha de Basto", é uma freguesia portuguesa do município de Cabeceiras de Basto, na antiga Terras de Basto, com 5,58 km² de área e 893 habitantes (censo de 2021). A sua densidade populacional é 160 hab./km².

## Demografia
A população registada nos censos foi:
| Ano  | 0-14 Anos | 15-24 Anos | 25-64 Anos | > 65 Anos |
| 2001 | 199       | 174        | 363        | 93        |
| 2011 | 211       | 129        | 486        | 112       |
| 2021 | 136       | 133        | 513        | 111       |

## Património
- Casa de Carcavelos
- Casa do Forno, no lugar do Forno
- Casa de Moses
- Casa de Vila Garcia
- Casa da Igreja de Cima
- Casa de Sestelo
- Sé de Basto